# Diane Birch
Diane Birch (24 gennaio 1983) è una cantautrice e musicista statunitense.

## Biografia
È nata nel Michigan, ma ha vissuto con la famiglia in Zimbabwe, Sudafrica e Australia dal momento che suo padre aveva un lavoro che lo portava in diverse nazioni. All'età di dieci anni si è stabilizzata con la famiglia a Portland, in Oregon dove ha frequentato la Portland Adventist Academy e dove ha iniziato a studiare il pianoforte.
Decide poi di trasferirsi a Los Angeles, per comporre colonne sonore. Durante una sua esibizione al Polo Lounge di Beverly Hills nel 2006, viene notata da Prince, che la invita a provare una session nel suo studio di Londra. Qui Diane inizia a comporre e a scrivere la maggior parte dei pezzi che entreranno nel suo album di debutto. Nel 2007 ritorna negli Stati Uniti, a New York e firma con l'etichetta S-Curve Records di Steve Greenberg.
Il 19 maggio 2009 viene pubblicato l'album di debutto intitolato Bible Belt, anticipato dal singolo Nothing But a Miracle.
Fa diverse apparizioni televisive (tra le quali quelle al David Letterman Show e al The Tonight Show) e radiofoniche per tutto il 2009. Il suo brano Valentino viene inserito nel film Appuntamento con l'amore (2010).
Nel 2010 apre i concerti di Stevie Wonder in Inghilterra, Francia e Giappone. Nel mese di settembre pubblica il singolo Gee Whiz It's Christmas nelle piattaforme digitali. Inoltre è coautrice del brano Too Soon to End di Alain Clark. Il 7 dicembre 2010 pubblica un EP intitolato The Velveteen Age.
Nel 2013 collabora con il rapper inglese Devlin nella canzone Rewind, che è un rifacimento dell'omonimo pezzo di Diane Birch presente in Bible Belt.
Il 15 ottobre 2013 pubblica il suo secondo album Speak a Little Louder.

## Discografia

### Album
- 2009 - Bible Belt (S-Curve Records)
- 2013 - Speak a Little Louder (S-Curve Records)

### EP
- 2010 - The Velveteen Age - con la The Phenomenal Hand Clap Band (S-Curve Records)
- 2016 - Nous (Self-produced, released on bandcamp  - Label: Hymnpatia)